# Nenad Milosevic
Nenad Milošević (Zenica, 26 gennaio 1964) è un ex pallamanista bosniaco, di ruolo terzino.

## Carriera

### Giocatore

#### Club
Arriva in Italia nel 1993 approdando tra le file del C.C. Ortigia Siracusa club siciliano ai vertici del panorama pallamanistico italiano. Vincerà due coppe Italia nelle stagioni 1995-96 e 1996-97. 
Impiegato nel ruolo di terzino, è stato fra i più grandi giocatori stranieri ad aver giocato in Italia. 

### Allenatore
Finita la carriera, subentra come allenatore del Gammadue Secchia Modena, vincendo subito la Coppa Italia.

## Palmarès

### Giocatore

#### Club
- Coppa Italia (pallamano maschile): 2

Ortigia Siracusa: 1995-1996
Ortigia Siracusa: 1996-1997

### Allenatore

#### Club
- Coppa Italia (pallamano maschile): 1

Secchia Rubiera: 2004-2005